# ویکتور استپورکو
ویکتور استپورکو (انگلیسی: Viktor Stepurko؛ زادهٔ ۲۲ دسامبر ۱۹۵۱) آهنگساز اهل اتحاد جماهیر شوروی سوسیالیستی است.
وی همچنین برندهٔ جوایزی همچون جایزه ملی شوچنکو شده‌است.